# Narnia: Häxan och lejonet
Narnia: Häxan och lejonet (engelska: The Chronicles of Narnia: The Lion, the Witch & the Wardrobe) är en brittisk drama- och fantasyserie från 1988. Serien är baserad på romanen Häxan och lejonet i C S Lewis bokserie om landet Narnia. Den premiärsändes i Storbritannien den 13 november 1988 och har visats på SVT i Sverige, med premiär 24 december 1989, serien har sedan sänts kring jul fram till och med 1997. Häxan och lejonet var den första delen av en serie om Narnia som sändes 1988-1990, de två andra delserierna är Prins Caspian och skeppet Gryningen och Silvertronen.

## Handling
När vi först möter seriens huvudpersoner är det sommaren 1940 och de är på väg med tåg ut på landsbygden för att undkomma tyskarnas eventuella bombning av London under andra världskriget. Huvudpersonerna är de fyra syskonen Peter, Susan, Edmund och Lucy Pevensie. De kommer till ett stort och mystiskt hus ute på landsbygden. Där är de, bortsett från en professor och hans hushållspersonal, helt ensamma och lämnas att fördriva tiden på egen hand. Barnen ser fram emot att upptäcka de stora ägorna runtomkring huset men tyvärr regnar det just då. De får istället gå på upptäcktsfärd inne i det gigantiska huset istället, som har massor av rum, små skrymslen och gamla saker att undersöka. 
När syskonen är uppe på vinden upptäcker de ett gammalt snidat klädskåp och Lucy, som är yngst, kan inte låta bli att klättra in i det. Hon hinner dock endast kliva in i skåpet innan hon känner att det blir kallt, fuktigt och även lyser inne i skåpet. Det fuktiga och kalla är snö, och ljuset kommer från en lyktstolpe. Det visar sig att det inte finns någon vägg i skåpet, utan det leder rakt ut i ett kritvitt vinterlandskap. Som tur är finns det pälsar i klädskåpet och hon tar på sig en av dem och går ut i vinterlandet. 
Mycket riktigt står mitt i all snö en lyktstolpe och inte nog med det, hon går med en gång rakt in en faun, som välkomnar henne till landet Narnia. Han berättar att Narnia sträcker sig från lyktstolpen i skogen ändå bort till slottet Cair Paravel vid havet. I landet är det sedan lång tid tillbaka ständigt vinter, men aldrig jul. Faunen Tumnus bjuder hem Lucy på te och kaka för att berätta mer, utan att någon ska kunna höra dem. Herr Tumnus har aldrig träffat en människa förut; i Narnia är människors existens bara en myt. Lucy får höra om den onda häxan som regerar landet med sitt skräckvälde och är den som gjort att det alltid är vinter i Narnia med sin magi. 
När Lucy kommer tillbaka från sitt långa besök hos Herr Tumnus tror inte de andra syskonen på henne. Dels för att de inte tror på magiska länder inuti klädskåp, men också för att hon bara har varit borta ett par sekunder. För Narnia har sin egen tid och hur lång tid man än är där tar det inte upp någon av vår tid.

## Rollista i urval
- Richard Dempsey – Peter
- Sophie Cook – Susan
- Jonathan R. Scott – Edmund
- Sophie Wilcox – Lucy
- Barbara Kellerman – Vita häxan
- Kerry Shale – Herr Bäver
- Lesley Nicol – Fru Bäver
- Big Mick – Little man
- Michael Aldridge – Professorn
- Ronald Pickup – Aslans röst
- Ailsa Berk/William Todd-Jones – Aslan
- Martin Stone – Maugrim
- Keith Hodiak - Aslans satyr
- Garfield Brown – Aslans satyr
- Jeffrey S. Perry – Herr Tumnus, faunen
- Ken Kitson – Jätten Rumblebuffin
- Christopher Bramwell – Peter (som vuxen)
- Suzanne Debney – Susan (som vuxen)
- Charles Ponting – Edmund (som vuxen)
- Juliet Waley – Lucy (som vuxen)
- Maureen Morris – Fru Macready
- Bert Parnaby – Father Christmas

## Om serien
Serien spelades bland annat in i Aviemore i de Skotska högländerna, vid Manorbier Castle i Wales, (exteriörer både till den Vita häxans slott och till Cair Paravel), Crowcombe Heathfield railway station och West Somerset Railway i Somerset i England (järnvägsstationen där syskonen Pevensie anländer till landet), Minehead railway station, också den i Somerset (järnvägsstationen där syskonen Pevensie lämnar London), i Hawkstone Park i Shropshire, England samt på flera platser i Skottland.

## DVD
Serien finns utgiven på DVD.